# PowerShell
PowerShell — розроблена Microsoft розширювана оболонка з інтерфейсом командного рядка, що поєднує в собі мову сценаріїв і інструментарій управління конфігурацією і автоматизації робіт. Перша версія випущена в 2006 році і доступна для Windows XP SP2, Windows Server 2003, Windows Vista, і вбудована в Windows Server 2008 як опціональний компонент.
У серпні 2016 компанія Microsoft оголосила про відкриття сирцевих текстів командної оболонки PowerShell під ліцензією MIT. Одночасно заявлено про портування PowerShell для Linux і macOS. Перші експериментальні складання доступні для Ubuntu і CentOS 7. Слід зазначити, що відкрита лише початкова порція коду PowerShell, додаткові можливості будуть відкриватися в міру розвитку багатоплатформового відкритого варіанту.

## Огляд
PowerShell оптимізований для автоматизації виконання операцій в командному рядку і надає вбудовані засоби для обробки структурованих даних в таких форматах, як JSON, CSV і XML, а також підтримує REST API і об'єктні моделі. Крім командної оболонки пропонується об'єктно-орієнтована мова для розробки сценаріїв і набір утиліт для управління модулями і скриптами. Починаючи з гілки PowerShell 6 проект розвивається з використанням платформи .NET Core.
За замовчуванням PowerShell передає телеметрію з описом ОС і версією програми (для відключення телеметрії необхідно виставити змінну оточення POWERSHELL_TELEMETRY_OPTOUT = 1 перед запуском).
Windows PowerShell інтегрований з .NET Framework і надає оточення для виконання адміністративних завдань шляхом виконання командлетів (cmdlets) — особливих .NET класів, що реалізовують окремі операції, сценаріїв, побудованих з командлетів, виконуваних файлів самостійних застосунків, або екземплярів звичайних класів .NET. Оболонка має доступ до різних сховищ даних як файлова система або реєстр, через механізм постачальників Windows PowerShell.
Windows PowerShell також забезпечує механізм хостингу, через який виконуване середовище Windows PowerShell може бути впроваджено всередину інших застосунків, які можуть використовувати функціональність Windows PowerShell для виконання певних операцій, включно з тими, що доступні через графічний інтерфейс. Ця можливість вже використовується Microsoft Exchange Server 2007, управління яким доступно командлетам PowerShell, а також забезпечені і впроваджені графічні інструменти управління, коли хост PowerShell викликає необхідні командлети. Іншим застосунком Microsoft, який робить своє управляння доступним через командлети PowerShell, є Microsoft SQL Server 2008.
Windows PowerShell включає свою власну розширювану консольну систему допомоги, що нагадує сторінки man в оболонках Unix. На сторінках допомоги описуються командлети і концепції PowerShell. Щоб побачити допомогу, слід викликати командлет Get-Help. Онлайнова довідка для Windows PowerShell оновлюється щотижня на TechNet Library [Архівовано 20 серпня 2008 у Wayback Machine.].

## Версії
PowerShell розроблявся під робочим іменем «Monad», і був вперше продемонстрований на Professional Developers Conference в вересні 2003. Microsoft випустила п'ять версій PowerShell, всі з яких досі підтримуються.

### Версія 1.0
Version 1.0 випущена в 2006 для Windows XP SP2, Windows Server 2003 SP1 та Windows Vista. Вона є додатковим компонентом Windows Server 2008.

### Версія 2.0
Версія 2.0 інтегрована з Windows 7 та Windows Server 2008 R2 а також може бути встановлена на Windows XP з Service Pack 3, Windows Server 2003 з Service Pack 2, та Windows Vista з Service Pack 1.

### Версія 5.0
Публічний випуск версії 5.0 став доступним з п'ятою версією Windows Management Framework 5.0 (WMF5) 3 квітня 2014. До ключових особливостей входять скриптлети OneGet для підтримки менеджера пакетів Chocolatey, та розширення підтримки керування свічами до мережевих свічів другого рівня.

## Дієслова
Дієслова з яких можуть починатись назви командлетів можна поділити на групи: Список можливих дієслів залежить від використовуваної версії PowerShell та може бути отриманий командою Get-Verb.
Спільні
Add, Clear, Close, Copy, Enter, Exit, Find, Format, Get, Hide, Join, Lock, Move, New, Open, Optimize, Pop, Push, Redo, Remove, Rename, Reset, Resize, Search, Select, Set, Show, Skip, Split, Step, Switch, Undo, Unlock, Watch
Комунікація
Connect, Disconnect, Read, Receive, Send, Write
Дані
Backup, Checkpoint, Compare, Compress, Convert, ConvertFrom, ConvertTo, Dismount, Edit, Expand, Export, Group, Import, Initialize, Limit, Merge, Mount, Out, Publish, Restore, Save, Sync, Unpublish, Update
Діагностика
Debug, Measure, Ping, Repair, Resolve, Test, Trace
Життєвий цикл
Approve, Assert, Complete, Confirm, Deny, Disable, Enable, Install, Invoke, Register, Request, Restart, Resume, Start, Stop, Submit, Suspend, Uninstall, Unregister, Wait
Інше
Use
Безпека
Block, Grant, Protect, Revoke, Unblock, Unprotect
Інші дієслова, як наприклад checkout та commit хоча й можливі але не допустимі. Замість них використовуються стандартні дієслова Request та Submit. Додаткові дієслова можуть описуватись у формі аліасів. Щоб перелічити командлети для заданого дієслова, можна використати команду Get-Command -Verb <string[]>.

## Powershell ISE
PowerShell 2.0 включає в себе графічне середовище Windows PowerShell Integrated Scripting Environment (раніше відоме як Graphical Windows PowerShell) що надає вбудований зневадник, підсвітку синтаксису, автодоповнення та до восьми консолей у вкладках, а також можливість запускати лише виділені частини у скриптах.